# Szabolcs Pásztor
Szabolcs Pásztor (* 10. September 1959 in Miskolc; † 12. Februar 2022 in Budapest) war ein ungarischer Fechter.

## Biografie
Szabolcs Pásztor begann im Alter von 15 Jahren mit dem Fechtsport. Später zog er in die ungarische Hauptstadt, wo er Honvéd Budapest beitrat. Mit dem Klub gewann er zwischen 1980 und 1991 acht Mannschaftsmeistertitel und wurde 1981 und 1985 ungarischer Meister im Degen-Einzel. Mitte der 1980er Jahre wurde er schließlich in die Nationalmannschaft berufen. Bei den Olympischen Sommerspielen 1988 belegte Pásztor im Degen-Einzelwettkampf den 36. Platz und wurde mit dem ungarischen Team im Degen-Mannschaftswettkampf Sechster.
Nach seiner Karriere entfernte er sich vom Fechtsport und starb am 12. Februar 2022 nach schwerer Krankheit im Alter von 62 Jahren.